# VBS1
VBS1 – w pełni interaktywny, trójwymiarowy system treningowy armii amerykańskiej i australijskiej. Bazuje on na silniku Real Virtuality, stworzonym przez czeskie studio Bohemia Interactive na potrzeby gry Operation Flashpoint. Został on przerobiony tak, aby jak najlepiej dostosować się do wymogów symulatora współczesnego pola walki.
W 2007 roku wydany został VBS2 wykorzystujący zalety silnika gry Arma 2.